# 1201 Strenua
1201 Strenua è un asteroide della fascia principale del diametro medio di circa 34,86 km. Scoperto nel 1931, presenta un'orbita caratterizzata da un semiasse maggiore pari a 2,6985000 UA e da un'eccentricità di 0,0391124, inclinata di 7,00565° rispetto all'eclittica.
Il suo nome deriva dalla parola latina strenuus, che significa "forte", in riferimento al carattere dell'astronomo tedesco Gustav Stracke.